# Huguet Visconti de Gallura
Huguet Visconti de Gallura (Nino Visconti de Gallura) fou fill i successor de Joan I Visconti de Gallura com a jutge de Gallura i d'una tercera part del jutjat de Càller el 1275. El comú de Pisa va declarar incorporat el jutjat als dominis del comú però finalment li fou retornat gràcies a l'ajut del seu avi matern Huguet Gherardesci (Ugolino della Gherardesca).
Els pisans foren derrotats a Melòria pels genovesos el 6 d'agost de 1284, en una batalla naval prop de Livorno en què els pisans anaven manats pel podestà Alberto Morosini i el comte Ugolino della Gherardesca.
Ugolino i Nino es van instal·lar a Pisa on l'avi havia estat nomenat capità del poble i tenia un programa reformista que amenaçava la política gibelina de la república, i Nino (que tenia simpaties güelfes) li donava suport. Ja caigut del poder i empresonat i mort l'avi, Nino va ser deposat pels pisans el 1287 i va morir de gana a la presó de Torre Gualandi de Pisa el 1288 (una llegenda el fa morir a Acquafreda el 1296 o a Lucca el 9 o 12 de gener 1298) i els seus estats foren annexionats per Pisa en mans de qui van romandre fins a la que fou conquerit pels catalans el 1323-1324.
Es va casar amb Beatriu d'Este, filla del marquès Opizzo II d'Este, senyor de Ferrara, la qual es va morir a Milà el setembre de 1334. Va tenir una filla anomenada Joana, morta el 1339, que va reclamar els feus paterns i va deixar hereus als Visconti de Milà i que el 13 de novembre de 1309 es va casar amb Rizzardo da Camino comte de Ceneda i senyor de Treviso. Els Visconti de Milà van cedir més tard els drets al rei de Catalunya-Aragó.
Apareix com a personatge al purgatori de La Divina Comèdia.